# Phyle schausaria
Phyle schausaria là một loài bướm đêm trong họ Geometridae.